# Erbkrank
Pour plus de détails, voir Fiche technique et Distribution.
Erbkrank (en français : Malade héréditaire) est un court-métrage documentaire et de propagande nazi muet réalisé par Herbert Gerdes en 1935/36 pour le compte du Département de la politique raciale du parti national-socialiste.

## Contenu
Erbkrank présente des images originales de patients dans des hôpitaux psychiatriques allemands.
Le texte discute des "causes" et des "solutions" possibles. Il utilise des intertitres en caractères gothiques et des graphiques pour discuter de la génétique de l'idiotie, du fardeau injuste que le peuple allemand doit supporter pour payer les coûts et du danger que représente la supposée augmentation constante du nombre de malades mentaux. Les patients vivent prétendument dans le luxe alors que de nombreux Allemands "normaux" qui travaillent dur vivent dans des conditions inférieures aux normes.

## Contexte
Le film a été présenté au bureau de la censure le 20 février 1936, qui l'a interdit aux jeunes sous le numéro B.41464 (également B.53738), mais en même temps, l'autorisé comme film éducatif. Il s'agit du plus tristement célèbre film de propagande sanitaire parmi les cinq produits entre 1935 et 1937 par Herbert Gerdes (Erbkrank (1935/36), Abseits vom Wege (1935), Sünden der Väter (1935), Was du ererbst (date inconnue) et Alles Leben ist Kampf  (1937)) pour le Département de la politique raciale qui voulait obtenir le soutien de la population à l'hygiène raciale nationale-socialiste (cf. loi sur la stérilisation forcée).
L'IMDb indique une durée de 25 minutes. La copie 16 mm conservée aux Archives fédérales allemandes (Bundesarchiv/Filmarchiv) à Berlin mesure 255 m et dure 23' 15" à 24 images par seconde.

## Article annexe
- Liste des longs métrages allemands créés sous le nazismes